# Челбанья
Челбанья (Чолбога) — упразднённый посёлок на территории Сусуманского городского округа Магаданской области России.

## География
Находился на правом берегу в низовьях реки Челбанья в 7,5 км к юго-востоку от посёлка Холодный и в 10 км к юго-западу от Сусумана.

## Название
Впервые название реки «Чолбанья» появилось в 1929 году на карте географа К. А. Салищева, тогда работавшего геодезистом.
- по эвенски Челбанйа — «имеющая берёзы», «берёзовая», где «чалбан» — «берёза», «-йа» — суффикс, похожий на суффикс «-лкан», «-лкэн», обозначающий обладание чем-либо[1]. Возможно, в долине реки росли берёзы, но уже в 1980-х гг. их не было[2].
- эвенское Чулбан’а, Чулбага — «зелёный» («зелень»), «синий», «голубой» («синева», «голубизна», «лазурь»). Возможно, в долине реки было много зелени и другие особенности[2].

## История
В начале 1930-х годов долину реки исследовал поисковый отряд Е. К. Калашникова из геологической партии К. Я. Спрингиса и признал её бесперспективной. Речку поисковая партия назвала Чолбога.
Посёлок геологов Челбанья был основан в конце 1930-х годов. Рядом с посёлком располагалась основная база оленеводческого совхоза «Челбанья», который был организован в 1938 году на базе совхоза «Талая» и частично совхоза «Бохапча».
В 1938 году долину реки обследовала детальноопробовательная геологическая партия А. И. Зырянова. В нижней части речки, названной геологами этой партии Чалбогой, обнаружили золото. В связи с этим в июле 1940 года в этом месте был основан и приступил к работе прииск «Челбанья». Так, согласно приказу № 519 за подписью начальника ГУС ДС НКВД СССР, комиссара государственной безопасности 3-го ранга И. Ф. Никишова «Об открытии нового прииска „Челбанья“ в ЗГПУ» по Главному Управлению Строительства Дальнего Севера НКВД СССР от 02.06.1940, г. Магадан, начальнику ЗГПУ предписано приступить к строительству прииска, назначить начальника и главного инженера, выделить оргсилу «в количестве 200 человек», выделить для прииска три локомобиля по 75 лс с генераторами, одновременно приступить к зарезке уклонов и проходке горно-подготовительных работ, а промывку песков из очистных работ начать не позднее 16.07.1940.
1 января 1949 года в управлении Берлага в Западном горнопромышленном управлении (ЗГПУ) было образовано лагерное отделение на прииске «Челбанья». Это отделение в своей книге неоднократно вспоминает сидевший и работавший там Вадим Туманов, впоследствии известный золотопромышленник.
В соответствии с решением № 316 Исполкома Магаданского облсовета депутатов трудящихся от 10.08.1962, г. Магадан, пос. Холодный Сусуманского района отнесён к категории рабочих посёлков, а населённые пункты Центральный, Челбанья, Светлый и Желанный выделены из административного подчинения Сусуманского поселкового Совета, так, чтобы провести выборы в поселковый Совет депутатов трудящихся в границах пос. Холодного как центра Совета и вышеперечисленных населённых пунктов, установив штат Холодненского поселкового Совета в составе председателя, секретаря и счетовода-делопроизводителя.
21.12.1994 Магаданская областная дума приняла Решение № 57 «Об изменениях в административно-территориальном делении Магаданской области» по которому ряд посёлков Сусуманского и Тенькинского районов, и в их числе пос. Челбанья (администрация пос. Холодный), исключены из учётных данных административно-территориального деления области как ликвидированные населённые пункты.